# Robert Moch
Robert Gaston „Bob“ Moch (* 20. Juni 1914 in Montesano, Washington; † 18. Januar 2005 in Issaquah, Washington) war ein US-amerikanischer Ruderer. Als Steuermann des Achters der University of Washington wurde er 1936 bei den Olympischen Sommerspielen in Berlin Olympiasieger.
Moch starb im Alter von 90 Jahren an den Folgen eines Schlaganfalls, den er am 7. Januar 2005 in seiner Wohnung erlitten hatte.